# Xolotepec
Xolotepec är en ort i Mexiko.   Den ligger i kommunen Chilapa de Álvarez och delstaten Guerrero, i den sydöstra delen av landet, 210 km söder om huvudstaden Mexico City. Xolotepec ligger 2 113 meter över havet och antalet invånare är 400.
Terrängen runt Xolotepec är kuperad åt nordost, men åt sydväst är den bergig. Xolotepec ligger uppe på en höjd. Runt Xolotepec är det ganska glesbefolkat, med 39 invånare per kvadratkilometer. Närmaste större samhälle är Chilapa de Alvarez, 15,7 km nordväst om Xolotepec. I omgivningarna runt Xolotepec växer huvudsakligen savannskog.